# (33845) 2000 GT157
2000 GT157 (asteroide 33845) é um asteroide da cintura principal. Possui uma excentricidade de 0.14877850 e uma inclinação de 5.70228º.
Este asteroide foi descoberto no dia 7 de abril de 2000 por LONEOS em Anderson Mesa.